# Hans Gottfried von Stockhausen

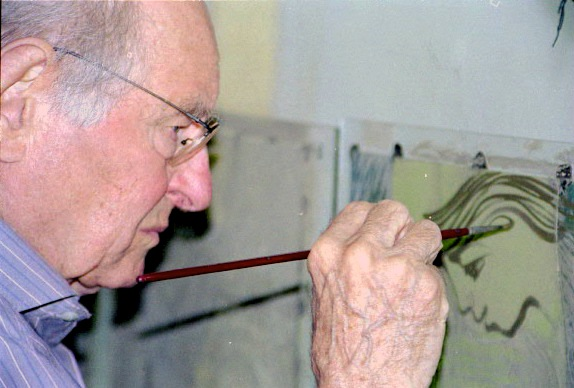
Hans Gottfried von Stockhausen im Jahr 2000

Hans Gottfried von Stockhausen (* 12. Mai 1920 auf der Trendelburg; † 8. Januar 2010 in Remshalden-Buoch) war ein deutscher Glasmaler, Maler und Zeichner. Bekannt wurde er vor allem durch seine über 500 Kirchenfenster und architekturgebundenen Arbeiten im In- und Ausland.

## Leben
Hans Gottfried von Stockhausen stammte aus einem weitverzweigten Adelsgeschlecht und war der Sohn des Generalmajors Hans-Adalbert von Stockhausen. Nach seiner Teilnahme am Zweiten Weltkrieg, u. a. beim Kampf um Stalingrad, und britischer Gefangenschaft in einem Lager in Ägypten studierte Stockhausen von 1947 bis 1952 bei Rudolf Yelin an der Akademie der Bildenden Künste in Stuttgart Glasmalerei und Mosaik.
Als Künstler widmete er sich zunächst der architekturgebundenen Glasmalerei und wurde mit Aufträgen vor allem aus dem kirchlichen Bereich betraut. 1968 wurde er Leiter einer Klasse für allgemeine künstlerische Ausbildung eben an dieser Akademie. Zum 1. Oktober 1971 berief ihn das Kultusministerium Baden-Württemberg auf Vorschlag des Akademiesenats an den bisher von Rudolf Yelin bekleideten Lehrstuhl für Glasmalerei und Mosaik. Mehrere Jahre wirkte er als Prorektor der Hochschule.
Der Beitrag, den Stockhausen als Künstler und akademischer Lehrer zur zeitgenössischen Glasmalerei leistete, wurde seit den späten 1970er Jahren über Deutschland hinaus mit Aufmerksamkeit registriert. Das von ihm ab 1964 entwickelte freie Glasbild stellte er in den Mittelpunkt seines Hochschulunterrichts, über den er erstmals im Sommer 1974 mit einer Ausstellung an der Akademie Rechenschaft ablegte. An der Ausstellung, die „den Wandel in Auffassung und Ausbildungsabsicht offen[legte], der sich in jüngster Zeit vollzogen hat“ (Wolfgang Kermer), beteiligten sich zehn Studierende. Das farbige Glas wurde zum Thema, nicht allein als gegebenes Material, sondern in der Verwandlung zu einer meditativen Hintergründigkeit. Stockhausen hat nie die figürliche Darstellung, die Gegenständlichkeit verlassen oder geleugnet. Seine Zeichnungen, Radierungen, Holzschnitte und Pastelle zeigen es. Inhaltlich nehmen seine Bilder häufig biblische Geschichten und Motive aus der antiken Mythologie auf. Seine Bilder möchten für ihn wichtige Inhalte in eine allgemein verständliche Sprache umsetzen.
Er hat nicht nur alte handwerkliche Techniken zur Bearbeitung von Flachgläsern wiederbelebt, sondern auch neue, bisher unübliche Techniken bei Glasbildern entwickelt. Mit der Einrichtung eines Studioglasofens gegen Ende seiner Tätigkeit an der Stuttgarter Akademie ging ein langgehegter Wunsch in Erfüllung. Unter seinem Einfluss ist „Stuttgarter Glas“ zu einem international anerkannten Begriff geworden. Nach seiner Emeritierung 1986 übernahm er 1986 und 1990 Lehraufträge an der Pilchuck Glass School in Pilchuck/Washington (USA), 1987 einen Lehrauftrag in Edinburgh/Schottland.
Sein Atelier unterhielt von Stockhausen auf Schloss Waldenburg, wo er des Öfteren Ausstellungen seiner Werke für die Öffentlichkeit zeigte.
Hans Gottfried von Stockhausen hatte in erster Ehe mit der Malerin Margarethe Lahusen einen Sohn, den Maler und Fotografen Friedemann von Stockhausen (* 1945), und eine Tochter, in zweiter Ehe mit der Malerin Ada Isensee zwei Söhne.

## Werke (Auswahl)

### Kunst im öffentlichen Raum
- Rathaus von Schorndorf: Natursteinmosaik Die Weiber von Schorndorf (1965, Foto bei Wikimedia Commons, Foto des Rathauses mit dem Mosaik)

### Glasfenster in Profanbauten
- Gymnasium Allee in Hamburg-Altona-Nord: Glasfenster Ein Baum für die Allee (2005 oder 2006)[5]

### Kirchenfenster
Norddeutschland
- Marienkirche in Flensburg: Chorfenster (1960)[6]
- St. Katharinen in Hamburg: drei Chorfenster (1955–1957),[7] unter anderem Wachet auf, ruft uns die Stimme (1956) und Verkündigung an die Hirten (1957)
- Christianskirche in Hamburg-Ottensen: Turmfenster mit den Themen Auferstehung und Engel
- Evangelisch-lutherische Gnadenkirche zum Heiligen Kreuz in Hannover-Mittelfeld (1962 geweiht): die große Christusrosette in der Ostwand über dem Altar, in den Obergaden 12 Fenster mit den Toren zum himmlischen Jerusalem und zwei Engelsfenster, im südlichen Teil der Vierung das große Fenster der Wolke der Zeugen
- Jakobikirche in Kiel: sechs Querschifffenster (1968 oder 1986)[8]
- Evangelische Maria-Magdalenen-Kirche in Kiel-Elmschenhagen: Farbfenster in den Querarmen (1982)[9]
- Evangelische Dankeskirche in Kiel-Holtenau: Chorfenster (1996)[10]

Ostdeutschland
- Evangelische Martin-Luther-Gedächtniskirche in Berlin-Mariendorf: neun Glasfenster im Altarraum, Das Glaubensbekenntnis (1970)
- Evangelische Thomaskirche in Leipzig: Thomas-Fenster (2000) im Chor

Nordrhein-Westfalen
- Auferstehungskirche in Bad Oeynhausen: Chorfenster
- St. Michael im Kampe in Detmold-Hiddesen: ein Glasfenster, Erzengel Michael
- Evangelische Stadtkirche St. Reinoldi in Dortmund: sämtliche 22 Glasfenster (1967/68).[11] Das große Fenster im nördlichen Querhaus trägt in der Mitte neben der Künstlersignatur und Datierung auch die Widmung an den Theologen Karl Barth.
- St.-Nikolai-Kirche, Dortmund: 1963 Einbau der Neuverglasung als Ersatz der im Krieg zerstörten Fenster von Elisabeth Coester.
- Christuskirche Marl-Drewer: 13 Fenster (1965)
- Evangelische Kirche St. Maria zur Wiese (Wiesenkirche) in Soest: 16 Glasfenster (2001–2003) sowie Ergänzung von 3 alten Fenstern (1965, 1970, Datierung nicht angegeben)[12]

Hessen
- Evangelische Stadtkirche in Bad Hersfeld: fünf Chorfenster  und Magnificatfenster über der Südempore (2006)
- Gemeindehaus der evangelischen Kirchengemeinde Friedewald
- Martinskirche in Kassel: fünf Chorfenster (1958)[13]
- Markuskirche in Kassel, vier Fenster bis 1960
- Evangelische Kirche in Lautenhausen
- Evangelische Kirche in Werkel bei Fritzlar: Christus der Weltenrichter (1957)[14]
- Stiftskirche in Wetter: Chorfenster (1962–1966)
- Evangelische Stadtkirche in Wolfhagen: fünf Chorfenster (1961)

Rheinland-Pfalz
- Liebfrauenkirche in Koblenz

Baden-Württemberg
- Kanzelfenster in der Dreifaltigkeitskirche in Musberg, Stadt Leinfelden-Echterdingen, Die Auferstehung Christi: Weltenrichter/Pietà, Auferstehung der Gebeine (Ez 37 EU), 1963
- Auferstehungskirche in Backnang-Waldrems
- Evangelische Stadtpfarrkirche St. Dionysius in Böblingen: Chorfenster[15]
- Evangelische Stadtkirche St. Dionys in Esslingen am Neckar, Glasfenster im Maßwerk des Tympanons am Südportal: Drei biblische Szenen, 1963
- Evangelische Frauenkirche in Esslingen am Neckar, Passionsfenster (1990) und Frauenfenster (1999)
- Evangelische Stadtkirche in Geislingen (1975/1976)[16]
- Konstanzer Münster: Glasfenster der Welserkapelle (1988)[17]
- Evangelische Stadtkirche in Pforzheim: Fenster der Werktagskirche[18]
- Stadtkirche St. Blasius in Plochingen
- Evangelische Stadtkirche in Ravensburg: Die Chorfenster und das Westfenster des Mittelschiffs (1965/66)[19]
- Evangelische Stiftskirche in Stuttgart: Drei Glasfenster in der Vaterunser- bzw. Wochentagskapelle (Vaterunser-Fenster, Fenster der Hoffnung und Stuttgart-Fenster, 2001) und das Osterfenster in der Orgelstube (1958)[20]
- Evangelische Lukaskirche in Stuttgart: drei Chorfenster (1977/78)[21]
- Stiftskirche in Tübingen: Vier der Langhausfenster (1964)[22]
- Ulmer Münster: Freiheitsfenster (1958) im südlichen Seitenschiff; drei Chorfenster (Taufe, Barmherzigkeit, Die Kirche im Neuen Testament, 1956); Ergänzung der mittelalterlichen Fenster über dem Westportal (1963)[23]; Israelfenster (1986) Westseite, Vorhalle Südschiff[24]
- Evangelische St.-Gallus-Kirche in Welzheim: Fenster der Versuchung, Tauffenster, Abendmahlsfenster und Fenster der Verheißung (1989 und 1992)[25]
- Evangelische Stiftskirche in Beutelsbach: Große Chorfenster Sehnsucht nach Gerechtigkeit (2000), Geborgenheit in Gott (1999), Geheimnis des Glaubens (2001)
- Evangelische Kirchen in den Ortsteilen von Wendlingen am Neckar: insgesamt acht Fenster aus den 1950er bis 1990er Jahren:
  - Eusebiuskirche in Wendlingen:  Chorfenster (1957 und 1962)[26]
  - Jakobskirche in Wendlingen-Bodelshofen: vier Glasfenster (1953, 1986, 1990, 1996)[27]
- St. Sebastian in Bouch: Glasfenster

Bayern
- Evangelische Kirche St. Michael in Fürth: sieben Glasfenster in Chor und Langhaus (1958, 1963, 1969, gefertigt in der Mayer’schen Hofkunstanstalt, München; Einzelheiten siehe St. Michael)
- Katholische St.-Johannes-Kirche in Neumarkt in der Oberpfalz: Glasfenster (1992–1995)
- Katholische Kirche Heilig Kreuz in Schaftlach: ein Glasfenster in der Vorhalle (1997)[28]

Vereinigte Staaten
- Katholische Kirche St. James Cathedral: drei Glasfenster in Chor (1994)

### Sonstige Kirchenausstattung
Gemälde
- Christianskirche in Hamburg-Ottensen: Altarbild Die Anbetung der Erlösten oder Das Loblied der Erlösten (1968 in den barocken Hochaltar eingefügt)[29]
- Evangelische Stadtkirche in Leonberg: Meditationsbilder auf den Orgeltüren der Chororgel (1965): Die drei Männer im Feuerofen und Das Lamm inmitten von Dornen bzw. Das Lamm im brennenden Dornbusch[30]
- Evangelische Pfarrkirche St. Peter in Oberholzheim: Deckengemälde (1953/54)[31]
- Evangelische Michaelskirche Esslingen-Berkheim: Altartriptychon (1949)

Textilarbeiten
- Evangelische Martinskirche in Filderstadt-Sielmingen: Wandteppich Lebensbaum (Offenbarung 22,2) (1973)[32]

Sonstiges
Große Teile der künstlerischen Ausstattung folgender Gotteshäuser entstanden ebenfalls in Stockhausens Atelier:
- St. Katharinen in Braunschweig

## Ausstellungen (Auswahl)
- 2009: Licht Sinn Raum, im Hällisch-Fränkischen Museum der Stadt Schwäbisch Hall[33]

## Schriften
- gemeinsam mit Hermann Koch und Bruno Dreher: Geschichten aus der Bibel (1977)
- Glasbild. Hirmer, München 1987, ISBN 3-7774-4190-2.
- Das Glasbild in der Architektur. Hirmer, München 2002, ISBN 3-7774-8860-7.
- Fenster der Stuttgarter Stiftskirche. Markstein, Filderstadt 2004, ISBN 3-935129-19-X.
- Licht und Sinnraum. In: Erik Hornung, Andreas Schweizer (Hrsg.): Die Weisheit der Schlange. Beiträge der Eranos-Tagungen 2003 und 2004. Schwabe, Basel 2005, ISBN 3-7965-2151-7.
- Die Stiftskirche zu Wetter und ihre Glasmalereien. Hirmer, München 2007, ISBN 978-3-7774-3875-7.

## Auszeichnungen
- 1980: Bundesverdienstkreuz 1. Klasse
- 1988: Preisträger der Stiftung der Württembergischen Hypothekenbank für Kunst und Wissenschaft
- 2000: Preisträger des Esslinger Kulturpreises
- 2002: Verdienstmedaille des Landes Baden-Württemberg
- 2004: Ehrensenator der Staatlichen Akademie der Bildenden Künste, Stuttgart
- 2005: Silberne Brenz-Medaille der Evangelischen Landeskirche Württemberg